# Kunerad
Kunerad (in ungherese Kenyered) è un comune della Slovacchia facente parte del distretto di Žilina, nella regione omonima.